# نسرا

تعديل مصدري - تعديل

نسرا هي إحدى قرى عزلة جيشان بمديرية جيشان التابعة لمحافظة أبين في اليمن، بلغ تعداد سكانها 24 نسمة حسب تعداد اليمن لعام 2004.